# تشارلز هاردي كار
تشارلز هاردي كار (بالإنجليزية: Charles Hardy Carr)‏ هو محامي وقاضي أمريكي، ولد في 18 أغسطس 1903 في كواهوما في الولايات المتحدة، وتوفي في 13 مارس 1976.